# Capo Navarin
Capo Navarin (in russo мыс Наварин; in ciukcio Роратын, Roratyn; in kerek Йуйатын, Jujatyn) si trova in Russia, nel Circondario autonomo della Čukotka (Circondario federale dell'Estremo Oriente); amministrativamente è compreso nell'Anadyrskij rajon. È un promontorio roccioso, alto circa 500 m, che si sporge nel mare di Bering. Segna il limite sud-occidentale del golfo dell'Anadyr' (mentre capo Čukotskij ne segna il limite nord-orientale). 
È stato mappato nel 1828 dall'equipaggio della corvetta Senjavin capitanata da Fëdor Petrovič Litke e così chiamata in onore della vittoria russa nella battaglia di Navarino del 1827. 
Dal 1934, a capo Navarin era in funzione una delle prime stazioni meteo radio in Chukotka, nella parte orientale della rotta della rotta marittima del nord. La stazione è stata abbandonata nel 1990. 
In loco sono state trovate incisioni rupestri, con scene di caccia al cervo risalenti a circa 2000 anni fa, e resti di antichi insediamenti kerek.

## Fauna
Sulle scogliere di capo Navarin c'è una delle più grandi colonie di uccelli marini e una concentrazione dell'aquila di mare dalla coda bianca, inserita nella Lista rossa IUCN russa. Sulla costa del promontorio c'è la più meridionale colonia di leoni marini di Steller e nelle vicinanze è stato osservato un luogo di migrazione di massa delle balene grigie. Nell'area naturale che comprende anche i monti dei Coriacchi si trova endemica la specie Marmota camtschatica (del genere marmota), anch'essa inserita nella Lista rossa IUCN russa.